# كارول غراهام
كارول غراهام (بالإنجليزية: Carol Graham)‏ هي عالمة سياسة واقتصادية أمريكية، ولدت في 29 يناير 1962 في ليما في بيرو.